# Walter Krantz
Walter Krantz (* 11. September 1883 in Königsberg i. Pr.; verschollen seit 1945) war ein deutscher Richter.

## Leben
Krantz studierte an der Albertus-Universität Königsberg Rechtswissenschaft. 1902 wurde er im Corps Littuania recipiert. 1913 wurde er an der Friedrichs-Universität Halle zum Dr. iur. promoviert. Er wurde Landgerichtsdirektor am Landgericht Halle und Vizepräsident des Kammergerichts. Seine Fachgebiete waren Bürgerliches Recht und Zivilprozessrecht.

## Werke
- mit Louis Busch und Reinhold von Sydow: Änderungen der Zivilprozessordnung des Gerichtsverfassungsgesetzes und der Entlastungsverordnung durch die neuere Gesetzgebung. Nachtrag zur 17. Auflage der Zivilprozessordnung von Sydow-Busch-Krantz. Berlin Leipzig 1924.
- mit Franz Triebel, Louis Busch, Reinhold von Sydow: Zivilprozessordnung und Gerichtsverfassungsgesetz nebst Anhang enthaltend Entlastungsgesetze: Handkommentar Bd. 1 Einführungsgesetz und ZPO Paragraphen 1–703. Walter de Gruyter (Verlag), Berlin Leipzig 1935.
- mit Franz Triebel, Louis Busch, Reinhold von Sydow: Zivilprozessordnung und Gerichtsverfassungsgesetz nebst Anhang enthaltend Entlastungsgesetze: Handkommentar Bd. 2 Zivilprozessordnung Paragraphen 704–1048, Gerichtsverfassungsgesetz. Walter de Gruyter, Berlin Leipzig 1935.
- mit Louis Busch, Franz Triebel und Reinhold von Sydow: Zivilprozeßordnung und Gerichtsverfassungsgesetz: Handkommentar unter besonderer Berücksichtigung der Entscheidungen oberster Gerichte. Nachtrag 2. Walter de Gruyter, Berlin 1941.